# Esmaragdo

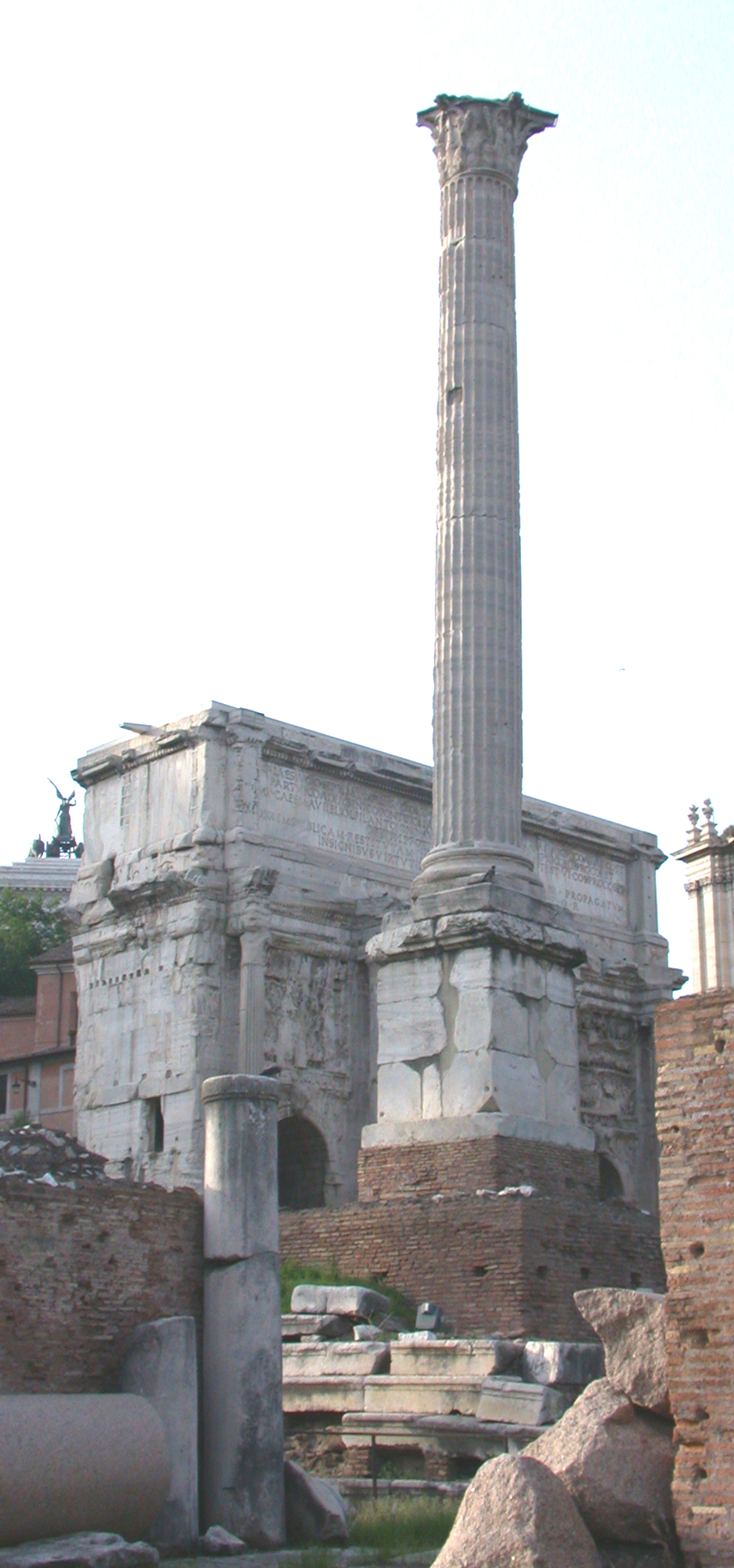
La columna de Focas, erigida por Esmaragdo en el Foro Romano.

Esmaragdo o Esmeragdo fue exarca de Rávena dos veces, de 585 a 589 y de 603 a 611. Durante su primer mandato se alió a los francos y los ávaros contra los enemigos perennes del exarcado, los lombardos, y parecía preparado para extinguir su poder antes de que este se hubiera establecido plenamente. Sin embargo, el esfuerzo quedó en nada porque los francos no lucharon contra los lombardos con el mismo ahínco. Un notable logro militar durante su primer reinado fue la recuperación de Classis, el puerto de Rávena, en 588. Esmaragdo también fue conocido por su violencia contra los seguidores de los obispos cismáticos durante el cisma de los Tres Capítulos. Entre estos estaba Severino, arzobispo de Aquilea, que en ese entonces se encontraba en Grado y a quien ordenó regresar a Rávena para asistir a un sínodo. Como el concilio no resolvió los principales problemas, forzó al arzobispo a declarar su lealtad a la religión ortodoxa. Su violencia, combinada con supuestas acusaciones de locura, causó su destitución en 589. 
En 603, el emperador bizantino Focas lo restauró en su posición anterior. Esmaragdo había heredado una guerra con los lombardos de su predecesor Calínico y se negó a entregar a la hija del rey lombardo Agilulfo, así como a su esposo, que habían sido tomados prisioneros por los bizantinos en 601. Ese mismo año, Agilulfo sitió Cremona con ayuda de los ávaros y la capturó el 21 de agosto de 605; a continuación capturó Mantua el 1 de septiembre; cuando su ejército llegó a la fortaleza de Vulturina, la guarnición se rindió e incendió el pueblo de Brescello en su huida. Esmaragdo se vio obligado a liberar a sus rehenes en abril de 605 a fin de obtener la paz, y esta se mantuvo por el resto de su administración. Durante su mandato erigió una estatua dorada del emperador Focas en la llamada columna de Focas en el Foro Romano. Después de que Focas fue depuesto por Heraclio en 610, Esmaragdo fue reemplazado nuevamente, esta vez por Juan Lemigio.